# Mysticons
Mysticons (2017-2018) – amerykańsko-kanadyjski serial animowany stworzony przez Seana Jara oraz wyprodukowany przez wytwórnie Topps Animation, Corus Entertainment i Nelvana.
Premiera serialu odbyła się 28 sierpnia 2017 na amerykańskim Nickelodeon oraz na kanadyjskim kanale YTV. W Polsce premiera serialu odbyła się 15 lutego 2018 na antenie Nicktoons Polska, a cztery dni później 19 lutego na kanale Nickelodeon Polska.

## Opis fabuły
Akcja serialu rozgrywa się w mistycznej krainie Gemina i opowiada o perypetiach czterech nastolatek – Arkayny Goodfey, Emerald Goldenbraid, Zaryi Moonwolf i Piper Willowbrook, które przemieniają się w legendarne wojowniczki Mysticons. Arkayna i jej przyjaciółki każdego dnia muszą stawiać czoła siłom zła i mają za zadanie zapewnić bezpieczeństwo królestwu, aby przywrócić pokój na całym świecie.

## Wersja polska
Wersja polska: na zlecenie Nickelodeon Polska – Master Film

Reżyseria: Andrzej Chudy

Dialogi: Kamila Klimas-Przybysz

Dźwięk i montaż: Krzysztof Podolski

Kierownictwo produkcji: Romuald Cieślak

Teksty piosenek: Andrzej Brzeski

Opracowanie muzyczne: Adam Krylik

Nadzór merytoryczny: Aleksandra Dobrowolska

Wystąpili:
- Joanna Pach-Żbikowska – Arkayna Goodfey
- Agnieszka Mrozińska – Emerald Goldenbraid
- Anna Karczmarczyk – Zarya Moonwolf
- Dominika Sell – Piper Willowbrook

i inni
Lektor: Andrzej Chudy

## Spis odcinków

### Seria 1 (2017)
| Nr | Tytuł                      | Reżyseria     | Scenariusz      | Premiera             | Premiera w Polsce | Kod |
| -- | -------------------------- | ------------- | --------------- | -------------------- | ----------------- | --- |
| 1  | Sisters in Arms            | Matt Ferguson | Sean Jara       | 28 sierpnia 2017     | 15 lutego 2018    | 101 |
| 2  | How to Train a Mysticon    | Matt Ferguson | Grant Sauvé     | 29 sierpnia 2017     | 16 lutego 2018    | 102 |
| 3  | The Coronation             | Matt Ferguson | Amanda Spagnolo | 30 sierpnia 2017     | 19 lutego 2018    | 103 |
| 4  | The Mysticon Kid           | Matt Ferguson | Steph Kaliner   | 31 sierpnia 2017     | 20 lutego 2018    | 104 |
| 5  | An Eye for an Eye          | Matt Ferguson | Shelley Scarrow | 1 września 2017      | 21 lutego 2018    | 105 |
| 6  | Heart of Gold              | Matt Ferguson | Elize Morgan    | 3 września 2017      | 22 lutego 2018    | 106 |
| 7  | Scourge of the Seven Skies | Matt Ferguson | Grant Sauvé     | 10 września 2017     | 23 lutego 2018    | 107 |
| 8  | Lost and Found             | Matt Ferguson | Amanda Spagnolo | 17 września 2017     | 26 lutego 2018    | 108 |
| 9  | The Astromancer Job        | Matt Ferguson | S. Elize Morgan | 24 września 2017     | 27 lutego 2018    | 109 |
| 10 | A Walk in the Park         | Matt Ferguson | Steph Kaliner   | 1 października 2017  | 28 lutego 2018    | 110 |
| 11 | A Girl and Her Gumlump     | Matt Ferguson | Ashley Lannigan | 8 października 2017  | 1 marca 2018      | 111 |
| 12 | Skies of Fire              | Matt Ferguson | Grant Sauvé     | 8 października 2017  | 2 marca 2018      | 112 |
| 13 | All Hail Necrafa!          | Matt Ferguson | Sean Jara       | 15 października 2017 | 5 marca 2018      | 113 |
| 14 | The Dome                   | Matt Ferguson | Grant Sauvé     | 15 października 2017 | 6 marca 2018      | 114 |
| 15 | Clash of the Tridents      | Matt Ferguson | Sandra Kasturi  | 22 października 2017 | 7 marca 2018      | 115 |
| 16 | Gems of the Past           | Matt Ferguson | Steph Kaliner   | 22 października 2017 | 12 marca 2018     | 116 |
| 17 | Quest of the Vexed         | Matt Ferguson | Ashley Lannigan | 29 października 2017 | 13 marca 2018     | 117 |
| 18 | Mutiny Most Fowl           | Matt Ferguson | Jocelyn Geddie  | 29 października 2017 | 14 marca 2018     | 118 |
| 19 | Through My Enemy's Eyes    | Matt Ferguson | Steph Kaliner   | 17 grudnia 2017      | 15 marca 2018     | 119 |
| 20 | The Prophecy Unleashed     | Matt Ferguson | Sandra Kasturi  | 24 grudnia 2017      | 16 marca 2018     | 120 |

### Seria 2 (2018)
| Nr | Tytuł                                | Reżyseria                  | Scenariusz                     | Premiera         | Premiera w Polsce | Kod |
| -- | ------------------------------------ | -------------------------- | ------------------------------ | ---------------- | ----------------- | --- |
| 21 | Three Mysticons and a Baby           | Matt Ferguson              | Jocelyn Geddie                 | 13 stycznia 2018 | 3 września 2018   | 201 |
| 22 | Star-Crossed Sisters                 | Matt Ferguson              | Corey Liu                      | 20 stycznia 2018 | 4 września 2018   | 202 |
| 23 | Scream of the Banshee                | Matt Ferguson Tony Hale    | Steph Kaliner Lauren Patterson | 27 stycznia 2018 | 5 września 2018   | 203 |
| 24 | The Edge of Two Morrows              | Matt Ferguson Amanda Rynda | Ashley Lannigan Chris Hardwick | 3 lutego 2018    | 6 września 2018   | 204 |
| 25 | Twin Stars Unite                     | Matt Ferguson              | Sean Jara                      | 10 lutego 2018   | 7 września 2018   | 205 |
| 26 | The Dragon’s Rage                    | Matt Ferguson              | Grant Sauvé                    | 17 lutego 2018   | 10 września 2018  | 206 |
| 27 | The Mask                             | Matt Ferguson              | Ashley Lannigan                | 24 lutego 2018   | 11 września 2018  | 207 |
| 28 | Save the Date!                       | Matt Ferguson              | Grant Sauvé                    | 21 kwietnia 2018 | 12 września 2018  | 208 |
| 29 | Happily Never After                  | Matt Ferguson              | Jocelyn Geddie                 | 28 kwietnia 2018 | 13 września 2018  | 209 |
| 30 | The Lost Scepter                     | Matt Ferguson              | Steph Kaliner                  | 5 maja 2018      | 14 września 2018  | 210 |
| 31 | Total Eclipse of the Golden Heart    | Matt Ferguson              | Ashley Lannigan Jocelyn Geddie | 12 maja 2018     | 7 stycznia 2019   | 211 |
| 32 | The Last Dragon                      | Matt Ferguson              | Grant Sauvé                    | 19 maja 2018     | 8 stycznia 2019   | 212 |
| 33 | Game of Phones                       | Matt Ferguson              | Corey Liu                      | 19 maja 2018     | 9 stycznia 2019   | 213 |
| 34 | The Foz Who Saved Lotus Night        | Matt Ferguson              | Ashley Lannigan                | 4 sierpnia 2018  | 10 stycznia 2019  | 214 |
| 35 | Heart of Stone                       | Matt Ferguson              | Steph Kaliner                  | 11 sierpnia 2018 | 11 stycznia 2019  | 215 |
| 36 | Monster Hunt                         | Matt Ferguson              | Tally Knoll                    | 18 sierpnia 2018 | 14 stycznia 2019  | 216 |
| 37 | The Princess and the Pirate          | Matt Ferguson              | Sean Jara                      | 25 sierpnia 2018 | 15 stycznia 2019  | 217 |
| 38 | Eternal Starshine of the Mage's Mind | Matt Ferguson              | Jocelyn Geddie                 | 1 września 2018  | 16 stycznia 2019  | 218 |
| 39 | Fear the Spectral Hand               | Matt Ferguson              | Grant Sauvé                    | 8 września 2018  | 17 stycznia 2019  | 219 |
| 40 | Age of Dragons                       | Matt Ferguson              | Sean Jara                      | 15 września 2018 | 18 stycznia 2019  | 220 |